# Municipio de Atlas (Illinois)
El municipio de Atlas (en inglés: Atlas Township) es un municipio ubicado en el condado de Pike en el estado estadounidense de Illinois. En el año 2010 tenía una población de 563 habitantes y una densidad poblacional de 3,2 personas por km².

## Geografía
El municipio de Atlas se encuentra ubicado en las coordenadas 39°32′5″N 91°1′9″O / 39.53472, -91.01917. Según la Oficina del Censo de los Estados Unidos, el municipio tiene una superficie total de 175.81 km², de la cual 165,01 km² corresponden a tierra firme y (6,14 %) 10,8 km² es agua.

## Demografía
Según el censo de 2010, había 563 personas residiendo en el municipio de Atlas. La densidad de población era de 3,2 hab./km². De los 563 habitantes, el municipio de Atlas estaba compuesto por el 98,58 % blancos, el 0,89 % eran asiáticos, el 0,18 % eran de otras razas y el 0,36 % eran de una mezcla de razas. Del total de la población el 0,53 % eran hispanos o latinos de cualquier raza.